# يوهان غوتفريد غال
يوهان غوتفريد غال (بالألمانية: Johann Gottfried Galle) ولد في 9 من يونيو 1812 براديس (ألمانية)، توفي في 10 يوليوز 1910 ببوستدام (هولندا).
هو عالم فلك ألماني من العلماء البارزين الذين عملوا في مرصد برلين.
في 23 سبتمبر 1846 ومع الطالب هاينريش لويس دريست أبصر يوهان قدفريد قال لأول مرٌة كوكب نبتون مُتوقعا ما سيراء ومُستعينا لذلك بحسابات أوربان لوفيريي لتوجيه منظاره.
بدأ أعماله مع يوهان فرانز أنك (Johann Franz Encke) في عام 1835 عندما فُتح مرصد برلين. وفي عام 1851 أصبح أستاذ في الفلك في مدينة برسلاو (وركلاو الآن) ومدير للمرصاد المحلٌي.
طول حياته المهنية درس المذنٌبات وفي 1894 نشر وذلك بمُساعدة ابنه أندرياس قال (Andreas Galle) قائمة تحتوي على 414 مذنٌب.
قبل ذلك اكتشف 3 مذنٌبات بين الثاني من ديسنبر 1839 والسادس من مارس 1840

## أول مشاهدة لكوكب نبتون
تمٌ بحث آخر دراسة يوهان غال في سنة 1845 وكان محوره نقاش دراسات أول رومر (Ole Romer) الذي أبصر عبور كواكب ونجوم حول خط الطول وذلك بين 20 و 23 أكتوبر 1706
بعث يوهان نسخة من هذه الدٌراسة إلى أوربان لوفاريا في عام 1845 ولم تأته الإجابة إلاٌ في تاريخ 18 سبتمبر 1846.
أجابت لوفاريا اختصرت على دعوة قال لإبصار جهة مُعيٌنة من السٌماء قد يوجد فيها كوكبا مُفسٌرا بذلك تشويش مدار أورانوس
وفي ليلة 23 سبتمبر من عام 1846 وبالاتفاق مع فرانز أنك، الذي لم يعتقد أن حسابات لوفاريا صحيحة، أُبصر كوكب نبتون وثبتت طبيعته الكوكبية بعد يومين

## مسمى على اسم يوهان قدفريد قال
- حفر نيزيكية على القمر وعلى المريخ يحملان اسمه
- أصغر حزام من أحزمة نبتون يحمل اسمه

## روابط خارجية
- يوهان غوتفريد غال على موقع الموسوعة البريطانية (الإنجليزية)